# Electrodinámica
La electrodinámica es la rama del electromagnetismo que trata de la evolución temporal en sistemas donde interactúan campos eléctricos y magnéticos con cargas en movimiento.

## Electrodinámica clásica (CED)
Albert Einstein desarrolló la teoría de la relatividad especial merced a un análisis de la electrodinámica. Durante finales del siglo XIX los físicos se percataron de una contradicción entre las leyes aceptadas de la electrodinámica y la mecánica clásica. En particular, las ecuaciones de Maxwell predecían resultados no intuitivos como que la velocidad de la luz es la misma para cualquier observador y que no obedece a la relatividad galileana. Se creía, pues, que las ecuaciones de Maxwell no eran correctas y que las verdaderas ecuaciones del electromagnetismo contenían un término que se correspondería con la influencia del éter luminífero.
Después de que los experimentos no arrojasen ninguna evidencia sobre la existencia del éter, Einstein propuso la revolucionaria idea de que las ecuaciones de la electrodinámica eran correctas y que algunos principios de la mecánica clásica eran inexactos, lo que le llevó a la formulación de la teoría de la relatividad especial.
Unos quince años antes del trabajo de Einstein, Emil Wiechert y, más tarde, Alfred-Marie Liénard buscaron las expresiones de los campos electromagnéticos de cargas en movimiento. Esas expresiones, que incluían el efecto del retardo de la propagación de la luz, se conocen ahora como potenciales de Liénard-Wiechert. Un hecho importante que se desprende del retardo es que un conjunto de cargas eléctricas en movimiento ya no puede ser descrito de manera exacta mediante ecuaciones que solo dependa de las velocidades y posiciones de las partículas. En otras palabras, eso implica que el lagrangiano debe contener dependencias de los «grados de libertad» internos del campo.

### Lagrangiano clásico y energía
El lagrangiano del campo electromagnético clásico viene dado por un escalar construido a partir del tensor campo electromagnético:

{\displaystyle S_{c,em}[F_{\mu \nu },\Omega ]=-{\frac {1}{16\pi c}}\int _{\Omega }F_{\mu \nu }F^{\mu \nu }d\Omega }

De hecho este lagrangiano puede reescribirse en términos de los campos eléctrico y magnético para dar (en unidades cgs):

{\displaystyle S_{c,em}[\mathbf {E} ,\mathbf {B} ,\Omega ]=-{\frac {1}{8\pi }}\int _{\mathbb {R} }\int _{V}{\Big (}\mathbf {E} ^{2}-\mathbf {B} ^{2}{\Big )}\ d^{3}\mathbf {x} \ dt}

Introduciendo este lagrangiano en las ecuaciones de Euler-Lagrange, el resultado son las ecuaciones de Maxwell y aplicando una transformación de Legrendre generalizada se obtiene la expresión de la energía electromagnética:

{\displaystyle E_{em}={\frac {1}{8\pi }}\int _{\mathbb {R} ^{3}}\left(\mathbf {E} ^{2}+\mathbf {B} ^{2}\right)\ dV}

### Ecuaciones de evolución del campo
Las ecuaciones de Euler-Lagrange aplicadas al lagrangiano anterior proporcionan las ecuaciones de evolución siguiente:

{\displaystyle F_{,\gamma }^{\alpha \beta }+F_{,\alpha }^{\beta \gamma }+F_{,\beta }^{\gamma \alpha }={\frac {\partial F^{\alpha \beta }}{\partial x^{\gamma }}}+{\frac {\partial F^{\beta \gamma }}{\partial x^{\alpha }}}+{\frac {\partial F^{\gamma \alpha }}{\partial x^{\beta }}}=0}

Que expresado en términos de los campos eléctricos y magnéticos equivalen a las dos ecuaciones siguientes:

{\displaystyle {\boldsymbol {\nabla }}\cdot \mathbf {B} =0,\qquad {\boldsymbol {\nabla }}\times \mathbf {E} =-{\frac {\partial \mathbf {B} }{\partial t}}}

Estas son las ecuaciones de Maxwell homogéneas. Para obtener las otras dos es necesario considerar en el lagrangiano la interacción entre la materia con carga eléctrica y el campo electromagnético propiamente dicho.

## Electrodinámica cuántica
La electrodinámica cuántica, como sugiere su nombre, es la versión cuántica de la electrodinámica. Esta teoría cuántica describe el campo electromagnético en términos de fotones intercambiados entre partículas cargadas, al estilo de la teoría cuántica de campos. Por tanto, la electrodinámica cuántica se centra en la descripción cuántica del fotón y su interacción/intercambio de energía y momento lineal con las partículas cargadas.
Se puede señalar que la formulación de la teoría de la relatividad restringida se compone de dos partes, una de ellas «cinemática», descrita anteriormente, y que establece las bases de la teoría del movimiento – y, por consiguiente, del conjunto de la teoría– dándoles su expresión matemática, y una parte «electrodinámica» que, combinando las propuestas de la primera parte con la teoría electromagnética de Maxwell, Hertz y Lorentz , establece deductivamente un cierto número de teoremas sobre las propiedades de la luz y, en general de las ondas electromagnéticas como, asimismo, la dinámica del electrón. 
En la parte correspondiente a la electrodinámica, Albert Einstein formula su teoría aplicando, para un espacio vacío, la transformación de coordenadas –que forma la base de la cinemática relativista– a las ecuaciones de Maxwell-Hertz; esta aplicación revela, una vez más, que la transformación, lejos de ser un simple artificio de cálculos, posee un sentido físico esencial: las leyes del electromagnetismo clásico determinan las propiedades de dos vectores diferentes, uno del otro, el campo eléctrico de componentes {\displaystyle \scriptstyle X,Y,Z} en el sistema {\displaystyle \scriptstyle K} y el campo magnético de componentes {\displaystyle \scriptstyle B_{x},B_{y},B_{z}}; ahora bien, transformando las ecuaciones de {\displaystyle \scriptstyle K} a {\displaystyle \scriptstyle K'} e imponiendo, en función a los principios de la relatividad, que las nuevas componentes de los campos {\displaystyle \scriptstyle {\bar {X}},{\bar {Y}},{\bar {Z}};{\bar {B}}_{x},{\bar {B}}_{y},{\bar {B}}_{z}} en K, se obtienen unas relaciones donde las componentes transformadas del campo eléctrico y del campo magnético respectivamente dependen, a su vez, de los componentes iniciales de ambos campos, lo que conduce con asombrosa naturalidad a la unificación teórica del magnetismo y de la electricidad. Para ello, las relaciones necesarias en las condiciones que interesan son:

{\displaystyle {\begin{cases}{\bar {X}}=X&{\bar {B}}_{x}=B_{x}\\{\bar {Y}}=b\left(Y-{\frac {v}{V}}B_{z}\right)&{\bar {B}}_{y}=b\left(B_{y}+{\frac {v}{V}}Z\right)\\{\bar {Z}}=b\left(Z+{\frac {v}{V}}B_{y}\right)&{\bar {B}}_{z}=b\left(B_{y}-{\frac {v}{V}}Z\right)\end{cases}}}

Por otro lado, la distinción entre fuerza eléctrica y fuerza magnética no es sino una consecuencia del estado de movimiento del sistema de coordenadas; en que, el análisis cinemático elimina la anomalía teórica prerelativista: la distinta explicación de un mismo fenómeno (la inducción electromagnética) no es más que una apariencia debida al desconocimiento del principio de relatividad y de sus consecuencias.
Por otra parte, en función de las fórmulas relativistas es factible extender los resultados precedentes a las ecuaciones de Maxwell cuando existen corrientes de convección; la conclusión es que la electrodinámica de los cuerpos en movimiento de Lorentz están conforme con el principio de relatividad.
Ahora, en cuanto a la dinámica del electrón lentamente acelerado, que exigiría una larga discusión, solo citaremos el siguiente resultado: si se atribuye una masa m a un electrón lentamente acelerado por un campo eléctrico y en función de esta masa se puede evaluar la energía cinética de un electrón, medida en un sistema en reposo respecto al cual ha sido acelerado por el campo hasta una velocidad v.
Pero donde la formulación teórica de la parte de la electrodinámica de la relatividad restringida coloca su acento es en la propagación de las ondas electromagnéticas, de donde se deduce, siempre siguiendo el mismo método de aplicación algebraica de las fórmulas de Lorentz, las leyes de los dos fenómenos ópticos más conocidos y de gran importancia para la astronomía: el efecto Doppler (aparente cambio de frecuencia para una fuente en movimiento y que analizaremos en la siguiente separata) y la aberración, ya mencionada anteriormente.

### Predicciones de la QED
- El campo electromagnético es interpretable en términos de partículas o cuantos de radiación denominados fotones.
- El factor giroscópico o «factor g» predicho por la teoría es algo más del doble del predicho por la teoría clásica, es decir, el cociente entre el momento magnético y el espín del electrón es algo más del doble del esperado sobre la base de la teoría clásica.
- Los átomos son estables porque representan estados estacionarios del sistema atómico formado por el núcleo atómico, los electrones y la radiación electromagnética.